# 明智吾郎
明智吾郎，是女神异闻录系列中的虚构角色，初登场于《女神异闻录5》。化名为“乌鸦（Crow）”的他是一名高中侦探，通称“侦探王子的再临”，反对“怪盗团”的行动并成为该组织的领导者Joker的竞争对手和陪衬。在《女神异闻录5 皇家版》中，明智吾郎的角色塑造获得进一步探索并吸引更多玩家的喜爱。除了系列的印刷版和动画版外，也出现在衍生作品《女神異聞錄5 星夜熱舞》和《女神異聞錄Q2 新電影迷宮》中。
由副岛成记设计的明智被设计成一名与Joker相反的神秘侦探。由于他的形象反响两极化，明智在《女神异闻录5 皇家版》中得到了进一步的探索。他的日语配音员是保志總一朗以及英语配音员是罗比·戴蒙德。尽管在官方角色投票中名列前茅，但在游戏和动画电视系列中，他的初始反响褒贬不一。然而，在《皇家版》发布后，评论家发现明智更受欢迎，因为Atlus开始以不同于其原版的方式改进他。

## 开发与设计
明智的角色设计是由副岛成记担任。在开发初期，创意团队决定将他设计成一名侦探，但不确定他会显得多么可疑或在故事中扮演什么角色，早期的一个建议是将他设计成新岛真的哥哥。最终，团队决定让他看起来举止得体，性格开朗，留下他的领口扣子未扣，领带略松，头发凌乱。他的主要颜色是白色，与Joker的黑色配色形成鲜明对比。明智也戴着黑色手套，虽然创意团队一度认为这会暴露他是团队的叛徒。他的“怪盗”服装包含一个类似天狗面具使他看起来居高临下，而他的服装保持正式，类似于一名军官。
针对《女神异闻录5 皇家版》中明智的初始反响颇为两极，和田和久表示在第三学期中很难确保明智忠于他的角色。明智与Joker的社交新场景事件将吸引那些不喜欢他原本形象的观众，并扩展更多他的性格。明智的新战斗台词起初是“更激烈”的，但因为和田和伊藤大輝觉得保志总一朗的声音表现过于强烈，所以要求他重新录制。在开发后期，美术团队建议为明智提供不同的角色头像，包括他默认的严肃表情，以此作为明智在怪盗团队和特别是与Joker互动时展示他“真实”自我的方式。除了Joker外，明智不在乎其他人，这在他对芳澤堇的攻击未命中进行斥责时得到了体现。和田还表示，除了竞争对手外，明智也被视为副主角。
明智的第一个“人格面具”是罗宾汉（符合明智“超级英雄”形象的“正义英雄”）。他的第二个“人格面具”是洛基，具有与第一次世界大战战舰相似的眩晕迷彩图案来伪装并避开敌人，还有类似于彩蚴属寄生虫的角，使其来源变得不清晰。在《女神异闻录5 皇家版》的第三学期中，明智获得赫里沃德作为他最终的“人格面具”。
明智由保志總一朗（日语）和罗比·戴蒙德（英语）配音。 保志总一郎将明智描述为一名高中侦探和“清新的年轻人”，但他指出这并不是他的全部。罗比·戴蒙德对他的角色影响感到惊讶。在录制结束后重温游戏时，由于戴蒙德一直在关注明智的角色，他发现这款游戏超现实，但也很有趣，他甚至想知道自己是否能够激发出另一个互联网迷因。

## 登场

### 《女神异闻录5》
明智是《女神异闻录5》中的可玩角色，他的角色在2016年电子娱乐展期间首次向公众展示。 在游戏中，明智代表正义大阿卡纳，是一名被称为“名侦探王子的再来”的高中三年级学生和名人侦探。他反对怪盗团并在游戏中成为Joker的对手，但他后来在嫉妒赌场中加入他们，并使用代号“Crow”。明智后来出于对Joker的嫉妒而背叛了怪盗团，并被揭示为由腐败政客狮童正义所指示，造就认知崩坏的黑面具杀手。明智在狮童正义的宫殿中再次与怪盗团对抗，揭示他是狮童正义的私生子，并计划在多年的忽视后向他复仇。和Joker一样，也拥有“不羁”能力，可以拥有多个“人格面具”，这是亚大伯斯赋予他的力量，以查看混乱或秩序将主导社会。然而，由于他对人类关系的虚无主义观点，他的“不羁”力量没有得到适当的成长。最终，当他得知狮童正义计划在选举后将他杀死时，明智选择牺牲自己拯救怪盗团。 
在《女神异闻录5》中，明智只在嫉妒赌场作为可玩角色出现。但在更新版的《女神异闻录5 皇家版》中，明智成为第三学期的可玩角色，并具有新的互动关系和能力。 在第三学期中，他协助Joker调查丸喜的殿堂，并以真实的个性与他互动。在游戏接近尾声时，丸喜医生揭示明智的回归是Joker希望拯救他的结果。和田和伊藤有意让明智的生存最终取决于玩家在游戏中做出的选择，这可以通过他的社交关系中做出特定的选择来实现。

### 其他媒体
明智也出现在其他衍生作品中，如《女神異聞錄5 星夜熱舞 》的可下载内容和《女神异闻录 Q2：新电影院迷宫》中。明智在《女神異聞錄5 the Animation》中也有出现，并且与游戏相比更加重视他的角色，这是导演石滨真史和制作人足立和紀的共同决定，他们都表示如果没有他的“阴暗面”，动画将会“无聊”。时尚品牌SuperGroupies还推出了一款基于明智和Joker的合作服装系列。 在改编的舞台剧中，明智由佐佐木喜英饰演。为了准备这个角色，佐佐木喜英完成了《女神异闻录5》，并表示看到明智的突然转变令他“震惊”，他期待扮演他的双重人格。  

## 评价
在《女神异闻录5 狂热》 和《Comiket Plus》杂志第12卷中，明智被日本粉丝投票选为他们最喜欢《女神异闻录5》的密友。 Comiket Plus的评论指出，明智似乎是一个非常“人性化”的角色，并且喜欢他与Joker之间的竞争关系。在 2016 年举行的世嘉节上，明智也被投票选为最受欢迎的角色，一致认为他唤起了粉丝的“母爱”。来自Kotaku的Gita Jackson指出，由于明智在《女神異聞錄5 星夜熱舞》中的表现，他成为《女神异闻录5》粉丝的最爱之一。然而，Destructoid的克里斯·莫耶斯认为明智是该系列中“最糟糕的男孩”，描述他具有“被动攻击性态度”以及建立在自恋和错误的傲慢之上的“迷恋个性”。此外，影音俱樂部的Clayton Purdom认为明智的角色感觉像是从一个儿童动画中空投而来，并且由于“现实世界的黑暗和过度的愉悦之间倾向了太多”，导致他感觉自己像一个次要角色。薄煎饼也成为与明智相关的網路迷因。Siliconera和GameSpot赞扬明智在《皇家版》中的角色塑造，为Joker提供了更加讨人喜欢的互动。 Polygon对《皇家版》中明智抱有类似的评论，认为它比原版更出色。漫画书资源网将明智和Joker的联手技排在第一位，称赞这个特殊技能充满了两人复杂但强大关系的象征意义。
在他对《女神异闻录5 the Animation》的评论中，来自動畫新聞網的Christopher Farris认为，与游戏相比，《女神異聞錄5 the Animation》更加深入地展现了明智的角色，并表示他在故事中对怪盗团的反对，建立了一种“逐渐升级的感觉”的存在。他认为明智与Joker之间的竞争关系是“富有活力的”，并认为尽管他们互相敌视，但他们关于道德的讨论是“温馨的”。然而，他认为有关明智角色动机的揭示似乎是“最后一刻”的。